# 미야데라촌
미야데라촌(宮寺村)은 사이타마현 이루마군에 설치되었던 촌이다. 현재의 이루마시에 해당한다.